# 福島県庁舎
福島県庁舎（ふくしまけんちょうしゃ）は、福島県福島市にある福島県庁が入る庁舎。

## 概要
旧福島城跡地に立地する。
高さ41mの時計塔が特徴である本庁舎のほか、同一敷地内には西庁舎と北庁舎が位置する。西庁舎は完成当時福島県で最も高い建物であった。本庁舎から300mほど北東の平和通り沿いに市内光が丘に移転した福島県立医科大学の建物等を利用した東分庁舎が存在したが、かつて本庁舎内に入居していた福島県警察本部新築移転のために取り壊され、前述の北庁舎が新設され機能が移転された。東分庁舎時代には体育館も設置されていた。本庁舎東隣に知事公舎、旧東分庁舎の更に東、国道4号・国道13号舟場町交差点付近に舟場町分館がある。
本庁舎は1954年建設で老朽化も著しいが、東日本大震災が発生し、復興事業に財源を割かなければならないことから、建て替えは見送られ、代わりに41億円かけて耐震改修工事が行われた。この際、アウトフレーム工法を採用し、「日」の字型の本庁舎の中庭部分に、四方の外壁を橋渡しするように鉄骨が組まれたため、外観は損なわないものの、庁舎内から見ると巨大なジャングルジムのようになっている

## 歴史

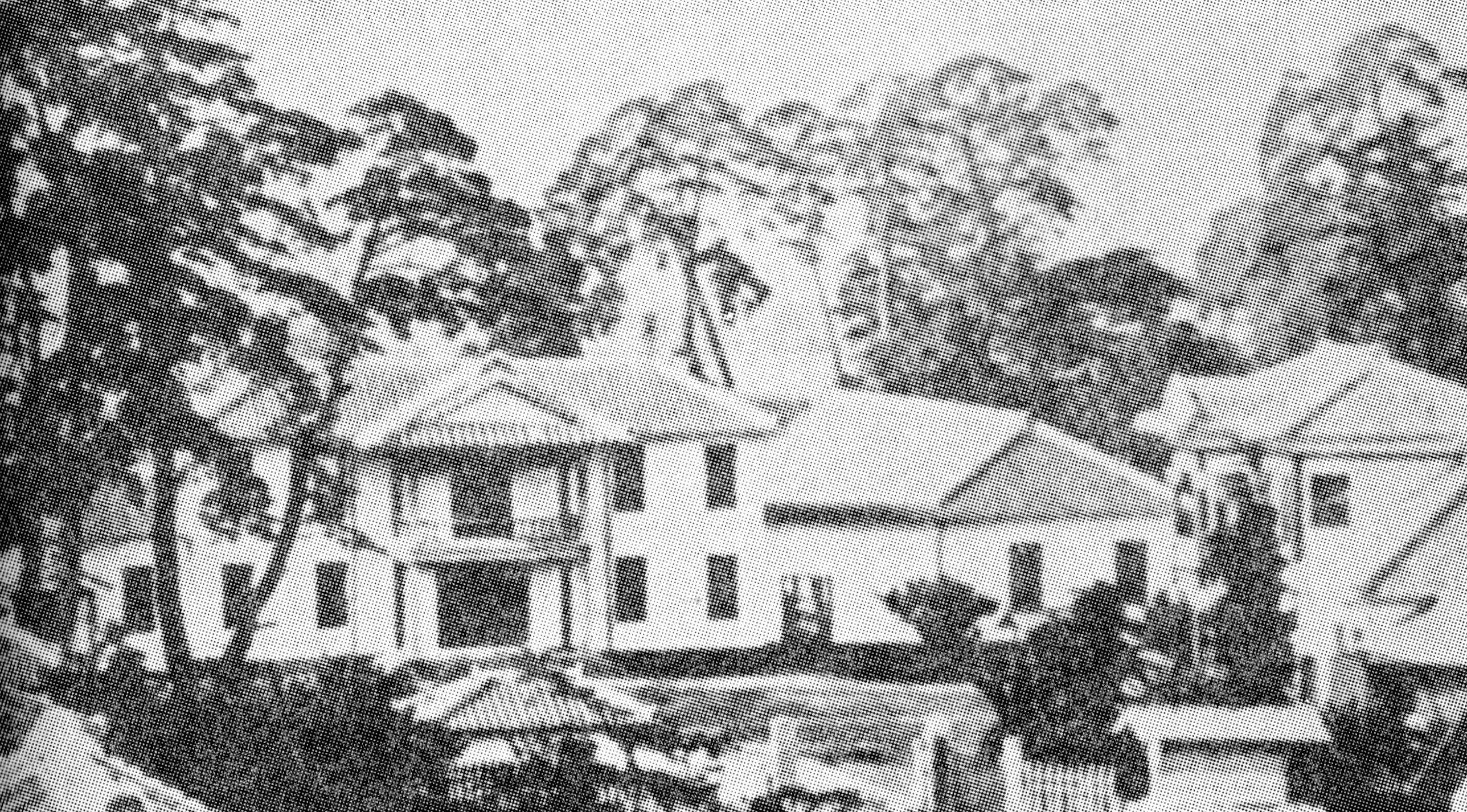
1880年竣工の福島県庁舎

- 1873年（明治6年） - 福島県庁仮庁舎を、常光寺に置く。
- 1873年（明治6年）11月 - 福島県庁舎を福島城本丸に置く。
- 1880年（明治13年）10月 - 福島城本丸庁舎が焼失したため、初代福島県庁舎を新築する。
- 1907年（明治40年）12月 - 2代目の福島県庁舎が完成する。
- 1936年（昭和11年） - 佐藤功一の設計に基づき3代目の県庁舎（当初計画はSRC造4階建）建設に着手。翌年の日中戦争勃発以降、建築統制が強まり、計画通りの建設が困難となる[2]。
- 1939年（昭和14年）4月 - 県庁舎は1階部分までで工事中止となる。翌年、2階部分に木造の仮庁舎が建設され、1階RC造、2階木造の庁舎となる[3]。
- 1953年（昭和28年）4月 - 戦前に建てられた1階部分を残し、2階以上を嵩上げして、現在の福島県庁本庁舎が完成する（設計：山下寿郎設計事務所[4]）。総工費6億円をかけた工事で、当時、宮城県総合農業試験場（仙台）、青森県立図書館と共に「東北の三バカ」と呼ばれたという[5]。
- 1971年（昭和46年）11月 - 現在の西庁舎が完成する。
- 2011年（平成23年）3月11日 - 東日本大震災により被災。本庁舎の時計塔に倒壊の恐れがあるとして一時的に使用停止となる。
- 2016年（平成28年）7月 - 東分庁舎に代えて作られた北庁舎が完成する。

## 周辺施設
- 福島市立福島第一小学校
- 福島県自治会館
- ふくしま中町会館
- 自由民主福島会館中町ビル
- ホテルサンルート福島